# Washington County (Texas)
Washington County je okres ve státě Texas v USA. K roku 2010 zde žilo 33 718 obyvatel. Správním městem okresu je Brenham. Celková rozloha okresu činí 1 608 km².